# دنیاگیری

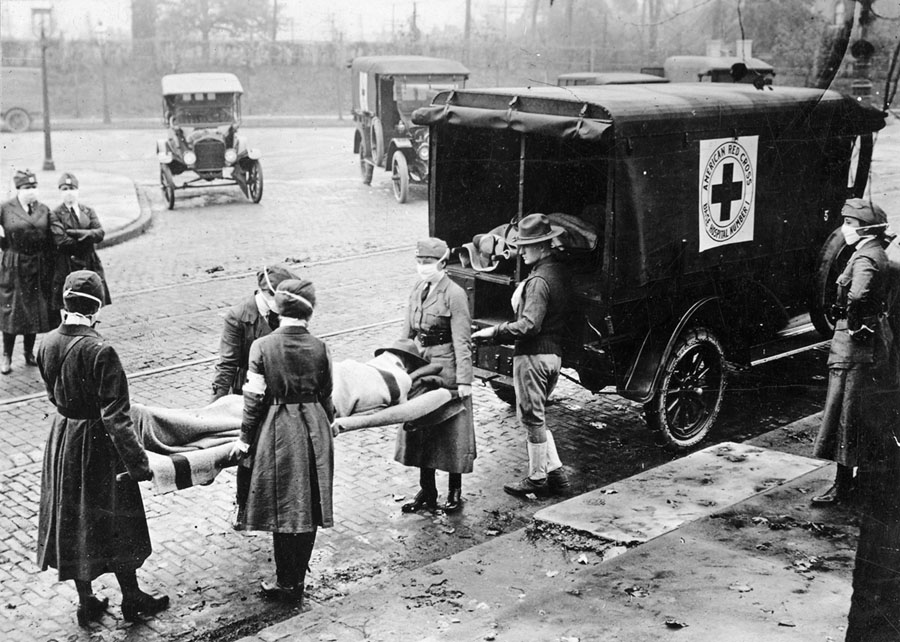
دنیاگیری «آنفولانزای اسپانیایی» در سال‌های ۱۹۱۸ و ۱۹۱۹منجر به مرگ و میر گسترده در سراسر جهان شد.

دنیاگیری (همچنین دنیاگیر) یا پاندِمی (به فرانسوی: Pandémie) به حالتی از همه‌گیری بیماری گفته می‌شود که از مرز چند قاره فراتر رفته باشد. بیماری‌هایی مثل ایدز و کووید-۱۹، نمونه‌هایی از دنیاگیری بیماری در سال‌های گذشته هستند. به این حالت همه‌گیری جهانی نیز گفته می‌شود.
در گذر تاریخ چند دنیاگیری رخ داده‌است که از شناخته‌شده‌ترین آن‌ها می‌توان آبله، طاعون، سل آنفلوانزا، وبا و به‌تازگی کووید-۱۹ را نام برد. یکی از بزرگ‌ترین دنیاگیری‌ها بیماری مرگ سیاه بود که در سدهٔ چهاردهم، ۷۵ تا ۲۰۰ میلیون تن را کشت. پیش از دنیاگیری کووید ۱۹، یکی از دنیاگیری‌ها در دوران معاصر، دنیاگیری ۲۰۰۹ آنفلوانزای خوکی بود.

## واژه‌شناسی
واژۀ فرانسوی پاندمی (pandémie) و انگلیسی پاندمیک (pandemic) از واژۀ یونانی پاندِموس (πανδημία) برگرفته شده‌است. در زبان یونانی پان (πᾶν) به معنای همه و دِموس (δῆμος) به معنای مردم است، پاندِموس یعنی همۀ مردم.

## تعریف دنیاگیری
بیماری دنیاگیر، یک بیماری همه‌گیر است که از مرزهای بین‌المللی می‌گذرد و شمار بسیاری از مردمان را گرفتار می‌کند. بیماری‌های همه‌گیر جهانی می‌توانند در ارگانیسم‌های مهم کشاورزی (دام، گیاهان زراعی، ماهی، گونه‌های درختی) یا موجودات دیگر پدید آیند. بیماری‌ای گیتی‌گیر به‌شمار می‌آید که خاستگاه عفونی داشته باشد. برای نمونه بیماری چنگار (سرطان) مایهٔ بسیاری از مرگ‌ها است، اما بیماری همه‌گیر نیست زیرا بیماری عفونی یا واگیر نیست.
پیشتر سازمان بهداشت جهانی (WHO) طبقه‌بندی شش زینه‌ای را به‌کار می‌برد و با آن روشی را بازمی‌نماند که ویروس آنفلوانزا نو از چند عفونت در انسان به یک بیماری همه‌گیر مبدل می‌شود. چنین چیزی با ویروسی که بیشتر جانوران را می‌آلاید آغاز می‌شود، با اندک موردهایی که آلودگی جانوران به آلوده شدن مردمان می‌انجامد دنباله می‌یابد، سپس در مرحله‌ای آغاز می‌شوند که ویروس یکراست بین مردم پخش شود و هنگامی که عفونت‌های ویروس تازه در سراسر گیتی گسترش می‌یابد، با گیتی‌گیری به پایان می‌رسد. در فوریه سال ۲۰۲۰، سازمان بهداشت جهانی آشکارا بیان کرد که: «هیچ دسته رسمی (برای بیماری همه‌گیر جهانی) وجود ندارد … برای آشکاری بیشتر، سازمان بهداشت جهانی سامانهٔ ۶ زینه‌ای پیشین را بکار نمی‌کند - که از زینهٔ ۱ (هیچ گزارشی از آنفلوانزای حیوانات که باعث عفونت‌های انسانی شده باشد گزارش نشده) تا مرحله ۶ (گیتی‌گیری) - که ممکن است برخی از افراد از H1N1 در سال ۲۰۰۹ با آن آشنا باشند.»
در کنفرانس مطبوعاتی مجازی در ماه مه ۲۰۰۹ در مورد همه‌گیری آنفولانزا، دکتر کیجی فوکودا، دستیار مدیر کل موقت تبلیغ برای امنیت بهداشت و محیط زیست، سازمان بهداشت جهانی گفت: «یک راه آسان برای فکر کردن در مورد گیتی‌گیری … این است که بگوییم: گیتی‌گیری واگیری جهانی است. پس شاید از خود بپرسید: «واگیری جهانی چیست؟» شیوع جهانی بدان معنی است که ما هم عامل انتشار آن را می‌بینیم … و هم، علاوه بر گسترش ویروس، فعالیت‌های بیماری را می‌بینیم.»
در برنامه‌ریزی برای همه‌گیری آنفلوانزای احتمالی، سازمان بهداشت جهانی سندی را در مورد راهنمایی آمادگی همه‌گیری جهانی در سال ۱۹۹۹ منتشر کرد، که در سال ۲۰۰۵ و در فوریه ۲۰۰۹ بازبینی شده‌است. در این اسناد تعریف مراحل و اقدامات مناسب برای هر مرحله در یک یادداشت جانبی با عنوان توضیحات فاز همه‌گیر WHO و اقدامات اصلی در هر فاز تشریح شده‌است. ویرایش سال ۲۰۰۹، شامل تعاریف بیماری همه‌گیر جهانی و مراحل منتهی به اعلام آن، در فوریه ۲۰۰۹ نهایی شد. ویروس همه‌گیر جهانی H1N1 در آن زمان نه در آن مبحث بود و نه در سند ذکر شد. تمام نسخه‌های این سند به آنفلوانزا اشاره دارد. مراحل با گسترش بیماری تعریف می‌شود. حدت و مرگ و میر در تعریف فعلی WHO ذکر نشده‌است، اگرچه این فاکتورها قبلاً درج شده بود.

## دنیاگیری‌های کنونی در جهان

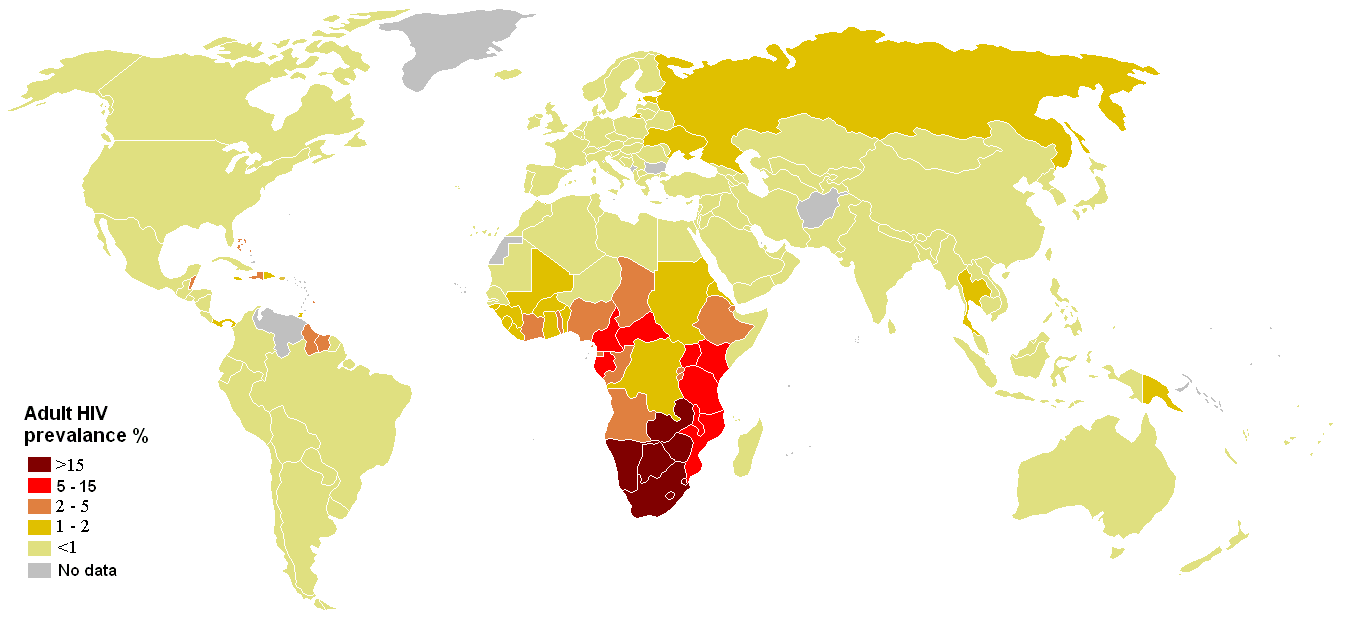
برآورد شیوع ایدز در بزرگسالان جوان (۴۹–۱۵) بر اساس کشورها در سال ۲۰۰۸

### ایدز (HIV / AIDS)
اچ‌آی‌وی ابتدا در آفریقا مشاهده شد. سپس از طریق هائیتی از سال ۱۹۶۶ تا ۱۹۷۲ به ایالات متحده منتقل شد. ایدز در حال حاضر یک بیماری دنیاگیر است و میزان شیوع آن در جنوب و شرق آفریقا ۲۵٪ است. در سال ۲۰۰۶، میزان شیوع ایدز در زنان باردار در آفریقای جنوبی ۲۹٪ گزارش شد. آموزش مؤثر درمورد شیوه‌های رابطه جنسی ایمن‌تر و آموزش احتیاط‌های ناشی از عفونت خون به کاهش سرعت عفونت در چند کشور آفریقایی، که حامی برنامه‌های آموزش ملی هستند، کمک کرده‌است.

### بیماری کروناویروس ۲۰۱۹ (COVID-19)

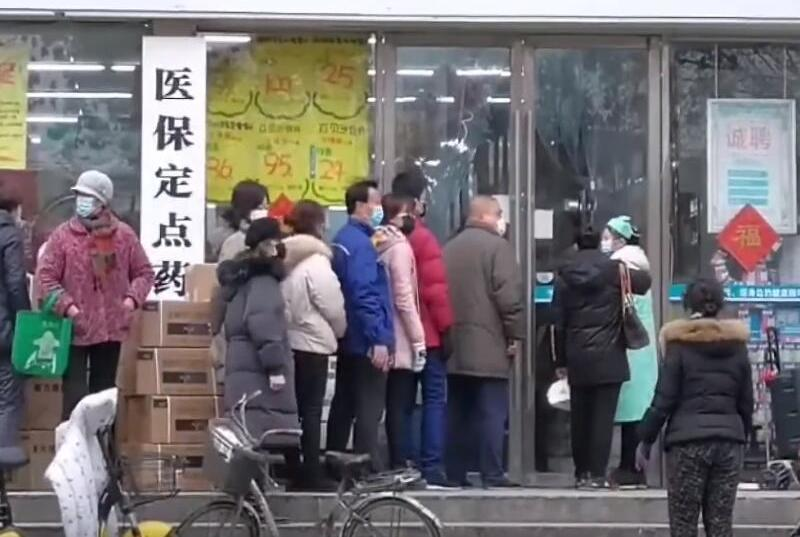
افرادی که برای خرید ماسک صورت و لوازم پزشکی جلوی داروخانه‌ای در ووهان صف کشیده‌اند.

کرونای جدید، یک بیماری است که اولین‌بار در آذر ۱۳۹۸ (دسامبر ۲۰۱۹) در شهر ووهان از استان هوبئی کشور چین شناسایی شد. تاکنون بیش از ۲۰۰ کشور و سرزمین تحت تأثیر این بیماری قرار گرفته‌اند که شیوع عمده آن در چین، آمریکا، ایتالیا و اسپانیا رخ داده‌است. در ۱۱ مارس ۲۰۲۰ (۲۱ اسفند ۱۳۹۸)، سازمان بهداشت جهانی، بیماری کرونای جدید (COVID-19) را پاندمی اعلام کرد.

## دنیاگیری‌های معروف

### طاعون آتن
طاعون آتن، از ۴۳۰ تا ۴۲۶ قبل از میلاد. در طول جنگ پلوپونزی، تب حصبه باعث کشته شدن یک چهارم از سربازان آتنی، و یک چهارم از جمعیت در طی چهار سال شد. این بیماری به طرز مهمی تسلط آتن را تضعیف کرد، اما کشندگی شدید این بیماری مانع از گسترش گسترده‌تر آن شد. چراکه این ویروس میزبان خود را با سرعتی بیشتر از آن که که بتواند آنرا گسترش دهد، می‌کشت. علت دقیق طاعون سال‌ها ناشناخته بود. در ژانویه سال ۲۰۰۶، محققان دانشگاه آتن دندان‌های کشف شده از گور دسته‌جمعی در زیر شهر را مورد تجزیه و تحلیل قرار دادند و وجود باکتری‌های مسئول حصبه را تأیید کردند.

### طاعون آنتونین
طاعون آنتونین، از سال ۱۶۵ تا ۱۸۰ میلادی. احتمالاً آبله‌ای که توسط سربازانی که از خاور نزدیک بازگشت می‌گشتند به شبه جزیره ایتالیا آورده شده بود. این بیماری یک چهارم از مبتلایان را کشت، و در مجموع تا پنج میلیون نفر کشته برجای گذاشت. گفته می‌شود که در اوج شیوع دوم، طاعون قفقاز (۲۵۱ تا ۲۶۶) که به علت همین بیماری بوده، ۵۰۰۰ نفر در روز می‌مردند.

### طاعون ژوستینین
طاعون ژوستینین، از سال ۵۴۱ تا ۷۵۰، اولین شیوع ثبت شده از طاعون بوبیونی بود. این در مصر آغاز شد و در بهار بعد به قسطنطنیه رسید و به کشته شدن روزانه ۱۰٬۰۰۰ نفر (طبق گفته پروسیوس تاریخ‌نگار بیزانس) در اوج خود، و شاید ۴۰٪ از ساکنان شهر شد. طاعون تا کشتن حدود یک چهارم تا نیمی از جمعیت انسانی در سراسر جهان شناخته شده پیش رفت. این امر باعث شد تا جمعیت اروپا بین سال‌های ۵۰ تا ۵۰۰ میلادی در حدود ۵۰ درصد کاهش یابد.